# Javrezac
Javrezac é uma comuna francesa na região administrativa da Nova Aquitânia, no departamento de Charente. Estende-se por uma área de 3,66 km². Em 2010 a comuna tinha 579 habitantes (densidade: 158,2 hab./km²).